# The Silent Witness (film, 1914)
The Silent Witness est un film muet américain réalisé par Thomas H. Ince et Charles Giblyn, sorti en 1914.

## Fiche technique
- Réalisation : Thomas H. Ince, Charles Giblyn
- Date de sortie : États-Unis : 22 avril 1914

## Distribution
- Jack Nelson : Tom Perry
- Ann Little : Edith
- Harrington Reynolds
- Chester Withey